# Jean II de Naples
Jean II de Naples  (mort en 919) est duc de Naples de 915 à  919. 

## Origine
Jean II est le fils aîné et successeur de Grégoire IV de Naples. Son règne est bref,  puisqu'il se limite à 4 ans 7 mois et 12 jours. Il s'intitule « Consul » et « Dux », et les chartes napolitaines se réfèrent aux règnes des empereurs byzantins. De son union avec une épouse inconnue il laisse :
- Urania, épouse de Docibilis II duc de Gaète ;
- Grégoire lociservor, mort après 955 ;
- Marinus Ier de Naples, son successeur.

## Sources
- Jules Gay L'Italie méridionale et l'Empire Byzantin Albert Fontemoing éditeur, Paris 1904.
- Thomas Granier. « Napolitains et Lombards aux VIIIe – XIe siècles. De la guerre des peuples à la guerre des saints en Italie du Sud ». Dans: Mélanges de l'École française de Rome. Moyen Âge, Temps modernes T. 108, no 2. 1996. p. 403-450.